# اسپیریت‌ایر
اسپیریت‌ایر (به انگلیسی: SprintAir) یک شرکت هواپیمایی است که در ۲۰۰۸ میلادی تأسیس شده‌است. دفتر مرکزی اسپیریت‌ایر در ورشو، لهستان واقع شده‌است و قطب این شرکت هواپیمایی در فرودگاه شوپن ورشو قرار دارد و به ۱۵ مقصد، پرواز انجام می‌دهد.